# Amphidelus eremitus
Amphidelus eremitus är en rundmaskart som beskrevs av Robert Folger Thorne 1939. Amphidelus eremitus ingår i släktet Amphidelus och familjen Alaimidae. Inga underarter finns listade i Catalogue of Life.